# John Lacey
John Lacey (nascut el 12 d'octubre de 1973) és un ex-jugador de l'equip irlandés de Munster retirat l'any 2007 i àrbitre de rugbi representant de la Federació Irlandesa de Rugbi. És considerat com l'àrbitre més veloç del món, segons els IRB Fitness Test
Va començar la seva trajectòria com a àrbitre a les Munster Schools Cup. L'any 2008 va començar a arbitrar partits de clubs europeus fins que l'any 2009 fou promogut al IRB Assistant Panel. A partir d'aquí la seva trajectòria és meteòrica, ja que aconsegueix arbitrar al Pro12 i a les principals competicions europees per clubs (European Challenge Cup i European Rugby Champions Cup). El 2015 és designat àrbitre de la Copa del Món de Rugbi.